# In Your Barcalounger
In Your Barcalounger è l'ottavo singolo della cover band statunitense Me First and the Gimme Gimmes, pubblicato per la Alternative Tentacles Records nel 1999.

## Descrizione
Questo singolo è composto di cover di James Taylor.
L'etichetta sul lato A riporta la scritta "Celebrating 20 Years of Harmful Matter"; l'etichetta sul lato B (di solo alcune copie) riporta la scritta "Celebrating 20 Years of Cultural Terrorism"; In Your Barcalounger è uscito nel 1999, mentre l'Alternative Tentacles Records è stata fondata nel 1979: probabilmente le scritte celebrano i 20 anni dalla fondazione dell'etichetta.

## Tracce
1. Fire and Rain – 1:23
2. You've Got a Friend – 2:38

## Formazione
- Spike Slawson - voce
- Joey Cape - chitarra
- Chris Shiflett - chitarra
- Fat Mike - basso, voce
- Dave Raun - batteria